# El Fary
El Fary, születési nevén José Luis Cantero Rada (Madrid, 1937. augusztus 20. – Madrif, 2007. június 19.) spanyol színész, énekes.

## Élete
José Luis Cantero Madridban született egy hatgyerekes család legifjabb sarjaként, közel egy bikaviadalokra használt küzdőtérhez. Fiatal korában gyakran nem járt be az iskolába, helyette cigányok társaságában mulatott, ahol példaképét, a coplaénekes Rafael Farinát próbálta utánozni. Művészneve, El Fary is innen jött. Hiányosságait leküzdve (ideértve alacsony testmagasságát) elhatározta, hogy megvalósítja álmát, és híres énekes lesz - de például csak a katonai szolgálata alatt, az ötvenes évek végén tanult meg írni és olvasni. A sikerei előtt El Fary kertészként és sofőrként dolgozott, hogy elegendő pénze legyen a lemezfelvételre.
Első számait Madrid piacán, a Rastrón árulta, eközben már énekelt a rádióban is egy dalversenyen, és részt vett fesztiválokon. Csak a harmincas éveiben sikerült odáig eljutnia, hogy ténylegesen pénzt is keresett a tehetségével, amikor Pepe Blanco helyett kellett beugrania egy fellépésen. Látván a produkcióját, a híres énekes, Antonio Molina egy két hónapos koncertturnéra szerződött le vele. A hetvenes évek végén azonban a copla népszerűsége elkezdett lecsengeni, ezért El Fary is stílust váltott, ezért slágeresebb szerzeményeket kezdett el írni.
Először 1980-ban szerepelt a televízióban, José María Iñigo "Fiesta" showjában, ahol újoncnak titulálták. Ettől kezdve lett igazán ismert Spanyolországban, kazettáit pedig a benzinkutakon, ahol forgalmazták, mind egy szálig elkapkodták. Ekkor rögzítette a legismertebb dalát, az El Toro Guapo-t is. Színészi pályája a kilencvenes években kezdődött, a "Menudo es mi padre" című sorozatban játszott, mint taxisofőr. Ekkor kezdte el menedzselni a fiatal énekesnőt, Melodyt, de később, a szüleivel történt nézeteltérései miatt saját fiát, a futballista Javi Canterót kezdte el menedzselni.
Karrierje vége felé Santiago Segura Torrente-filmjeiben mutatkozott be. El Fary zenéje központi motívum volt, mint a főszereplő kedvenc zenésze, és az első epizódhoz, a "Torrente - A törvény két balkeze" című részhez egy új számot is felvett. A "Torrente 3 - A védelmező" című filmben fel is bukkant, önmagát alakítva.
2007. április 13-án El Faryt tüdőrákkal diagnosztizálták, ezért további karrierjét felfüggesztette. Utolsó számának kiadásának napján, 2007. június 19-én halt meg.

## Diszkográfia
- Ritmo caló (1975)
- Soy gitanito (1977)
- Camino de la gloria (1978)
- Yo me estoy enamorando (1979)
- Canela y limón (1980)
- Vengo a ti (1981)
- Amante de la noche (1982)
- Amor secreto (1983)
- Como un gigante (1984)
- Rompecorazones (1985)
- Un paso más (1986)
- Grandes éxitos (1986)
- Va por ellos (1987)
- A mi son (1988)
- Enamorando (1989)
- Dedícame una hora (1990)
- Tu piel (1991)
- Tomillo, romero y jara (1992)
- Mujer de seda (1993)
- Tumbalero (1995)
- Menudo es el Fary (1996)
- Calle Calvario (1999)
- Sin trampa ni cartón (2000)
- Ese Fary!! (2003)
- Los grandes éxitos de El Fary - Media Verónica (2007)